# ولاية الجبال
ولاية الجبال هي منطقة تاريخية استخدمها العرب في العصر الأُمَوِيُّ والعبَّاسِيُّ لوصف منطقة شمال غرب إيران الحالية.

## التسمية

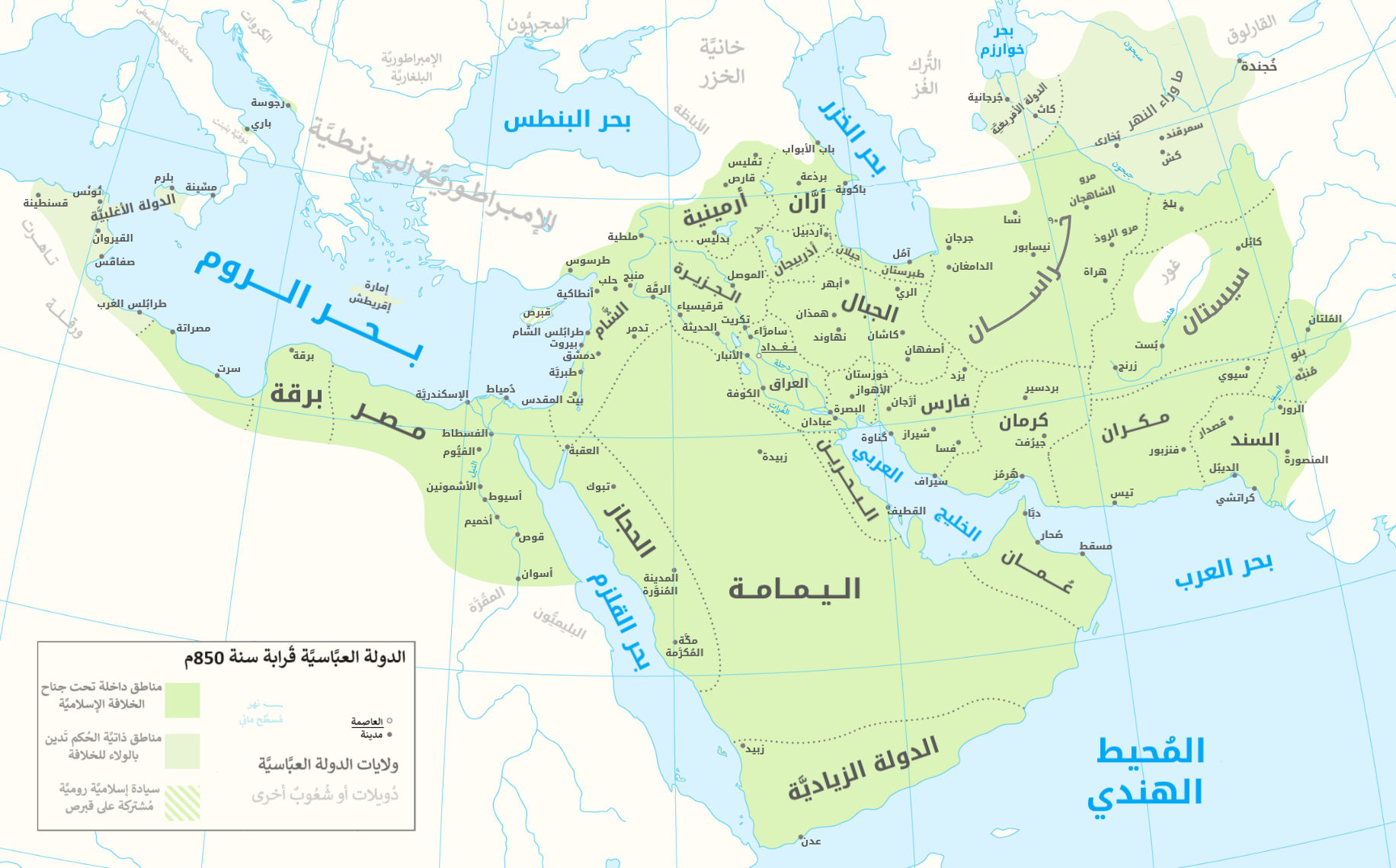
خريطة تُظهر حدود منطقة الجِبال والتقسيمات الإداريَّة في الخِلافة العبَّاسِيَّة

أطلق اسم الجبال على المنطقة لكونها ذات طبيعة جبلية (جبال زاغروس). انحسر استخدام هذا المصطلح بين القرنين الثاني عشر والرابع عشر حتى لم يعد مستخدما وسميت المنطقة بعراق العجم لتمييزه عن منطقة بلاد الرافدين التي تسمى بعراق العرب.

## حدود الولاية
حدود المنطقة لم تكن معينة، لكن يمكن أن تحدد بصحراء مرنجاب من الشرق وفارس وخوزستان من الجنوب والعراق من الجنوب الغربي وأذربيجان من الشمال الغربي وجبال ألبرز من الشمال. إقليم الجبال يمثل منطقة ميديا القديمة.
كان إقليم الجبال ولاية منفصلة أيام الخلافة العباسية، وكانت الري مركز الإقليم حتى فقد العباسيون السيطرة عليه في القرن العاشر. أما خلال القرن التاسع، فكان الدلفيون العرب يحكمون الإقليم ويتمتعون بشيء من الاستقلال النسبي. أما في أواخر القرن العاشر وبدايات القرن الحادي عشر فكان البويهيون الفرس يحكمون أغلب إقليم الجبال، أما جنوبه فكان يحكمه بنو كاكوية الفرس.